# Prunus lusitanica subsp. hixa
Prunus lusitanica subsp. hixa é uma subespécie de planta com flor pertencente à família Rosaceae. 
A autoridade científica da subespécie é (Willd.) Franco.

## Portugal
Trata-se de uma subespécie presente no território português, nomeadamente no Arquipélago da Madeira.
Em termos de naturalidade é endémica da Região Macaronésia.

## Protecção
Não se encontra protegida por legislação portuguesa ou da Comunidade Europeia.